# Nothing Fails
"Nothing Fails" je trećisingl američke pjevačice Madonne s devetog studijskog albuma American Life. Singl je izdan 21. studenog 2003. pod Maverick Recordsom. U nekim dijelovima svijeta (uključujući i UK), singl je pušten kao B-strana singla "Love Profusion".

## O pjesmi
Pjesma je primila izvrsne recenzije kritičara, za razliku od ostatka albuma. Pjesma je nastala u suradnji između Guy Sigsworth i Jem Griffiths za prvi album Jem. Nakon dva dana snimanja u studiju, napisana je pjesma "Silly Thing", koja je kasnije postala "Nothing Fails". To je poslušala i Madonna, napravila neke izmjene i uzela pjesmu. Jem je bila oduševljena činjenicom da sada pjesmu koju je ona napisala i koju je prije dva dana pjevala u diktafon, sada pjeva Madonna kojoj se oduvijek divila.
Za ovu pjesmu nije snimljen video spot.

## Uspjeh pjesme
Za pjesmu je napravljeno jako malo promocije, nije snimljen video spot što je rezultiralo lošim plasmanom pjesme na ljestvicama. U Europi se većinom našla izvan Top 20 na ljestvicama, u Kanadi je ušla među Top 10, a u Sjedinjenim Državama nije ušla na Billboardovu Hot 100. Ali pjesma je bila dance hit s 1. mjestom na Billboard Hot Dance/Club play.
U UK pjesma nije puštena kao singl, nego je bila samo kao B-strana na singlu "Love Profusion".
U Australiji je Warner Bros. napravio bizaran potez, pustivši u prodaju CD maxi singl pjesme "Nothing Fails" (koji je zbog svog vremenskog trajanja smatran albumom), 2CD singla "Love Profusion" (koji je kao i britanski singl sadržavao "Nothing Fails" radio edit) i "Remixed & Revisited" EP (koji je također smatran albumom) isti dan u prosincu 2003. Dok je "Love Profusion" uspjela doći na 25. mjesto australske ljestvice, niti "Nothing Fails" i "Remixed & Revisited" nisu uspjeli ući na ljestvicu albuma. Ali našli su se na ljestvici dance albuma, 5. mjesto za "Remixed & Revisited" i 6. za "Nothing Fails" EP.

## Popis formata i pjesama
| US 12" promo vinyl (PRO-A-101232) - A1 "Nothing Fails" (Peter Rauhofer's Classic House Mix) — 8:24 - B1 "Nothing Fails" (Nevins Big Room Rock Mix) — 6:44 - B2 "Nothing Fails" (Nevins Global Dub) — 7:45 US 12" promo vinyl (PRO-A-101245) 1. "Nothing Fails" (Peter Rauhofer's Lost In Space Mix) — 8:36 US promo CD singl (PRO-CDR-101230) GR promo CD singl (PR 04322) 1. "Nothing Fails" (Radio Edit) — 3:46 2. "Nothing Fails" (Radio Remix) — 3:59 US 2 x vinyl (0-42682) - A1 "Nothing Fails" (Peter Rauhofer's Classic House Mix) — 8:24 - A2 "Nothing Fails" (Nevins Big Room Rock Mix) — 6:44 - B1 "Nothing Fails" (Tracy Young's Underground Mix) — 7:29 - B2 "Nothing Fails" (Jackie's In Love In The Club Mix) — 7:28 - C1 "Nothing Fails" (Nevins Global Dub) — 7:45 - C2 "Nobody Knows Me" (Mount Sims Italo Kiss Mix) — 5:26 - D1 "Nobody Knows Me" (Mount Sims Old School Mix) — 4:44 - D2 "Nothing Fails" (Tracy Young's Underground Dub) — 8:36 EU CD singl (5439 16500 2) 1. "Nothing Fails" (Radio Edit) — 3:46 2. "Nothing Fails" (Peter Rauhofer's Classic House Mix) — 8:24 EU Maxi-CD (9362 42690 2) 1. "Nothing Fails" (Radio Edit) — 3:46 2. "Nothing Fails" (Peter Rauhofer's Classic House Mix) — 8:24 3. "Nothing Fails" (Tracy Young's Underground Mix) — 7:29 4. "Nothing Fails" (Nevins Big Room Rock Mix) — 6:44 | EU Maxi-CD singl (9362 42682 2) AU Maxi-CD singl (9362 42682-2) 1. "Nothing Fails" (Peter Rauhofer's Classic House Mix) — 8:24 2. "Nothing Fails" (Nevins Big Room Rock Mix) — 6:44 3. "Nothing Fails" (Tracy Young's Underground Mix) — 7:29 4. "Nothing Fails" (Nevins Global Dub) - 7:45 5. "Nothing Fails" (Jackie's In Love In The Club Mix) — 7:28 6. "Nobody Knows Me" (Peter Rauhofer's Private Life Part 1) — 8:07 7. "Nobody Knows Me" (Above & Beyond 12" Mix) — 8:45 8. "Nobody Knows Me" (Mount Sims Italo Kiss Mix) — 5:26 EU Maxi-CD (9362 42697 2) 1. "Nothing Fails" (Radio Edit) — 3:46 2. "Love Profusion" (Album Version) — 3:48 3. "Love Profusion" (The Passengerz Club) — 7:01 US Maxi-CD (42682-2) 1. "Nothing Fails" (Peter Rauhofer's Classic House Mix) — 8:24 2. "Nothing Fails" (Nevins Big Room Rock Mix) — 6:44 3. "Nothing Fails" (Tracy Young's Underground Mix) — 7:29 4. "Nothing Fails" (Nevins Global Dub) — 7:45 5. "Nothing Fails" (Jackie's In Love In The Club Mix) — 7:28 6. "Nobody Knows Me" (Peter Rauhofer's Private Life Part 1) — 8:07 7. "Nobody Knows Me" (Above & Beyond 12" Mix) — 8:45 8. "Nobody Knows Me" (Mount Sims Italo Kiss Mix) — 5:26 |

## Službene verzije
- Album Version (4:48)
- Radio Edit (3:46)
- Radio Remix (3:59)
- Peter Rauhofer's Classic House Mix (8:24)
- Jason Nevins Radio Remix (4:00) (featured on Remixed & Revisited as simply "Nevins Mix")
- Nevins Big Room Rock Mix (6:44)
- Nevins Global Dub (7:45)
- Tracy Young's Underground Mix (7:29)
- Tracy Young's Underground Dub (8:36)
- Jackie's In Love In The Club Mix (7:28)

## Ljestvice
| Ljestvica (2003)                 | Pozicija |
| -------------------------------- | -------- |
| Australija (Dance Album Chart)   | 6        |
| Austrija                         | 51       |
| Danska                           | 11       |
| Francuska                        | 34       |
| Grčka                            | 19       |
| Irska                            | 10       |
| Italija                          | 7        |
| Kanada                           | 7        |
| Njemačka                         | 36       |
| Španjolska                       | 1        |
| Švicarska                        | 41       |
| US Billboard Hot Dance/Club Play | 1        |